# Passo Kyzylart
O passo Kyzylart (em quirguiz:  Кызыл-Арт ашуусу) é um passo de montanha na cordilheira Trans-Alai, localizado a 4280 m de altitude sobre a fronteira Quirguistão-Tajiquistão. É atravessado pela estrada do Pamir e liga a bacia do lago Kara-Kul (sudeste, do lado do Tajiquistão) ao vale do rio Kyzylsu (a noroeste, do lado do Quirguistão).
O passo está localizado a cerca de 50 km a sul da cidade quirguiz de Sarytasch. Em 1932 completou-se a secção da estrada do Pamir, de Osh, Ferghanatal, Quirguistão, até Chorugh, no Tajiquistão. Vindo do norte da pitoresca estrada, entre as montanhas Alai e a cadeia Trans-Alai do Pamir, nos trechos superiores do vale do Kysylsu, localizado no amplo vale Alai, a subida até à passagem é bastante plana. No lado sul, descendo a alta montanha Markansu, a rota é relativamente íngreme.